# Gelastocephalus jacobii
Gelastocephalus jacobii är en insektsart som först beskrevs av Frederick Arthur Godfrey Muir 1931.  Gelastocephalus jacobii ingår i släktet Gelastocephalus och familjen kilstritar. Inga underarter finns listade i Catalogue of Life.